# 古義堂
古義堂（こぎどう）は、伊藤仁斎の儒学の家塾。別名、堀川塾、堀川学校。寛文2年（1662年）、京都堀川出水下る（現・上京区東堀川通出水下ル）の仁斎の生家で開かれた。長子の東涯以下、代々その子があとを引き継ぐ。
仁斎は終生いずれの藩にも仕官せず、町の学者としてその生涯を全うした。その塾生数、仁斎の教えただけでも3,000人を数えたともいう。当時、京都を代表する私塾としてその名も高く、1842年（天保13年）には松永家の講習堂と共に町奉行所から表彰を受けたこともある。古義堂の蔵書、書画など約5,500点、約1万冊は、1941年（昭和16年）に天理大学附属天理図書館に所蔵され、『古義堂文庫目録』（天理大学出版部、1956年）として整理され、特別文庫の中に所蔵、公開されている。跡地が「伊藤仁斎宅（古義堂）跡ならびに書庫」として国の史跡に指定されている。